# 大韓民国のファーストレディの一覧
大韓民国のファーストレディ（だいかんみんこくのファーストレディ、韓国語: 대한민국 대통령 영부인）は、大韓民国大統領の配偶者である妻を指す語。夫（配偶者）である大統領の補佐役でもあり、その多くは社会活動に携わっている。伝統的に、大統領が就任すると同時にその妻にこの地位が与えられている。なお、ファーストジェントルマンは朴槿恵が結婚していなかったため、誕生していない。

## 歴代ファーストレディ
| 代                                  | 画像                                | ファーストレディ                                               | 大統領 （記載の無い限り夫）         | 生誕・死没年月日                    | 任務期間                            | 備考                                                                                  |
| ----------------------------------- | ----------------------------------- | -------------------------------------------------------------- | ----------------------------------- | ----------------------------------- | ----------------------------------- | ------------------------------------------------------------------------------------- |
| 1                                   |                                     | 朴承善 （バク・ソンソン、박승선）                              | 李承晩                              | 1876年6月9日 - 1950年               | 1948年7月25日 - 1949年6月4日        | 史上初のファーストレディ、1949年6月4日公式離婚                                        |
| 2                                   |                                     | フランチェスカ・ドナー （韓国名: 李 富蘭（イ・ブラン、이부란） | 李承晩                              | 1900年6月15日 - 1992年3月19日       | 1948年7月25日 - 1960年4月26日       |                                                                                       |
| 3                                   |                                     | 孔徳貴 （コン・ドクギ、공덕귀）                                | 尹潽善                              | 1911年4月21日 - 1997年11月24日      | 1960年8月13日 - 1962年3月23日       |                                                                                       |
| 4                                   |                                     | 陸英修 （ユク・ヨンス、육영수）                                | 朴正煕                              | 1925年11月29日 - 1974年8月15日      | 1963年12月17日 - 1974年8月15日      | 1974年の光復節式典で、在日韓国人に暗殺された。                                        |
| 代行                                |                                     | 朴槿恵 （パク・クネ、박근혜）                                  | 朴正煕 （父親）                     | 1952年2月2日 - 現在                 | 1974年8月15日 - 1979年12月6日       | 暗殺された母に代わって、ファーストレディ代行を務めた。 後に同国初の女性大統領となる。 |
| 5                                   |                                     | 洪基 （ホン・ギ、홍기）                                        | 崔圭夏                              | 1916年3月3日 - 2004年7月20日        | 1979年12月6日 - 1980年8月15日       |                                                                                       |
| 6                                   |                                     | 李順子 （イ・スンジャ、이순자）                                | 全斗煥                              | 1939年3月2日 - 現在                 | 1980年9月1日 - 1988年2月24日        |                                                                                       |
| 7                                   |                                     | 金玉淑 （キム・オクスク、김옥숙）                              | 盧泰愚                              | 1935年9月8日 - 現在                 | 1988年2月25日 - 1993年2月24日       |                                                                                       |
| 8                                   |                                     | 孫命順 （ソン・ミョンスン、손명순）                            | 金泳三                              | 1929年1月26日 - 2024年3月7日        | 1993年2月25日 - 1998年2月24日       |                                                                                       |
| 9                                   |                                     | 李姫鎬 （イ・ヒホ、이희호）                                    | 金大中                              | 1922年9月21日 - 2019年6月10日       | 1998年2月25日 - 2003年2月24日       | 中国天津大学名誉教授。                                                                |
| 10                                  |                                     | 権良淑 （クォン・ヤンスク、권양숙）                            | 盧武鉉                              | 1947年12月23日 - 現在               | 2003年2月25日 - 2008年2月24日       |                                                                                       |
| 11                                  |                                     | 金潤玉 （キム・ユノク、김윤옥）                                | 李明博                              | 1947年3月26日 - 現在                | 2008年2月25日 - 2013年2月24日       |                                                                                       |
| 空席（2013年2月24日–2017年3月10日） | 空席（2013年2月24日–2017年3月10日） | 空席（2013年2月24日–2017年3月10日）                            | 空席（2013年2月24日–2017年3月10日） | 空席（2013年2月24日–2017年3月10日） | 空席（2013年2月24日–2017年3月10日） | 女性初の大統領である朴槿恵は独身であったため。                                        |
| 12                                  |                                     | 金正淑 （キム・ジョンスク、김정숙）                            | 文在寅                              | 1954年11月15日 - 現在               | 2017年5月10日 - 2022年5月9日        | 元歌手。                                                                              |
| 13                                  |                                     | 金建希 （キム・ゴンヒ、김건희）                                | 尹錫悦                              | 1972年9月12日 - 現在                | 2022年5月9日 - 2025年4月4日         | 夫が大統領を失職したことにより、ファーストレディの座を退任。                          |
| 14                                  |                                     | 金恵景 （キム・ヘギョン、김혜경）                              | 李在明                              | 1966年9月12日 - 現在                | 2025年6月4日 - 現職                 |                                                                                       |

## 現在の存命中のファーストレディ経験者

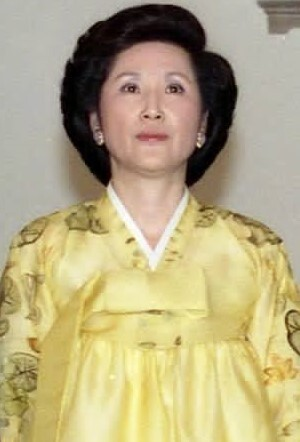
金玉淑 (1988-1993)
1935年9月8日（89歳）
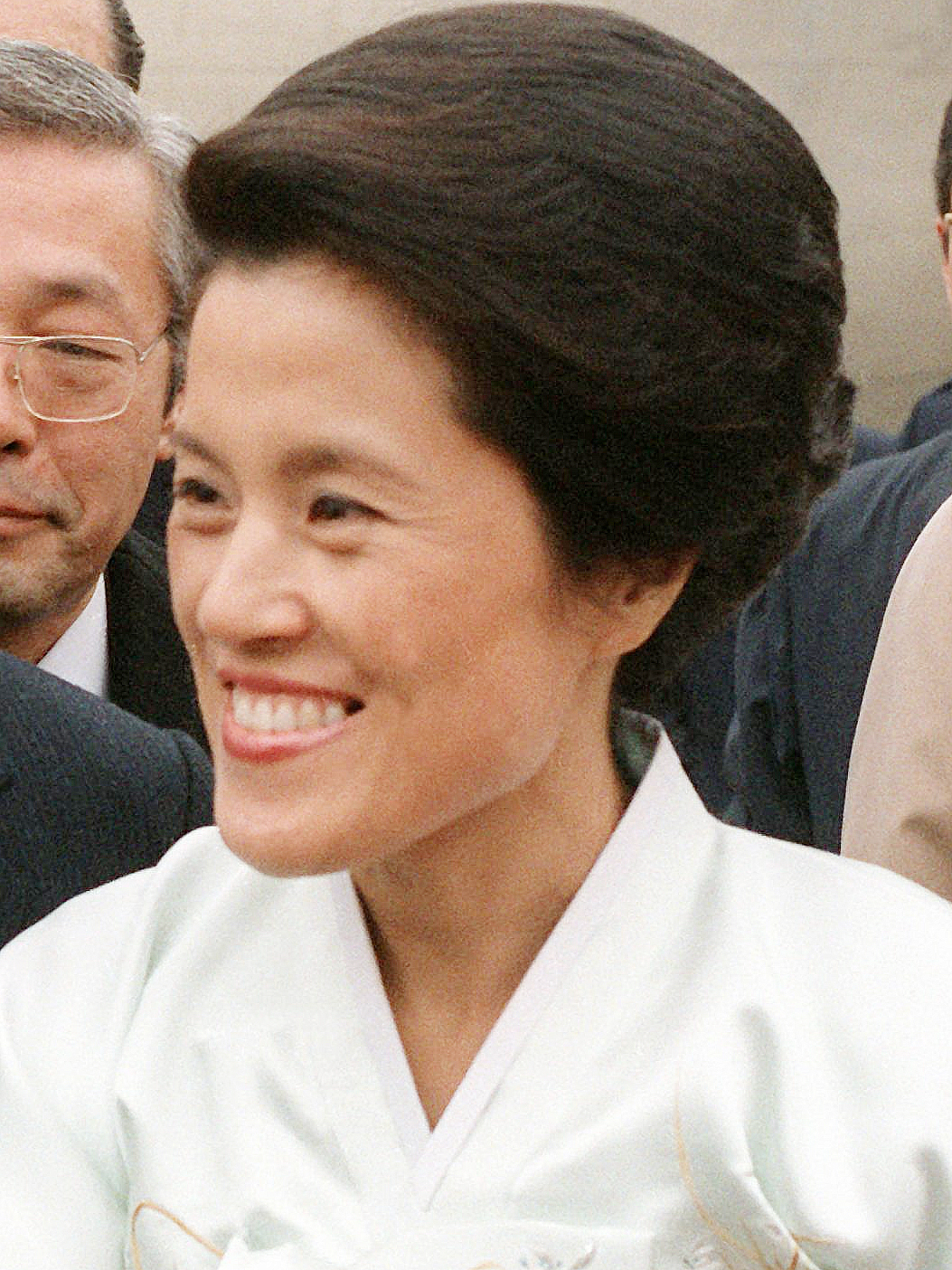
李順子 (1980-1988)
1939年3月24日（86歳）
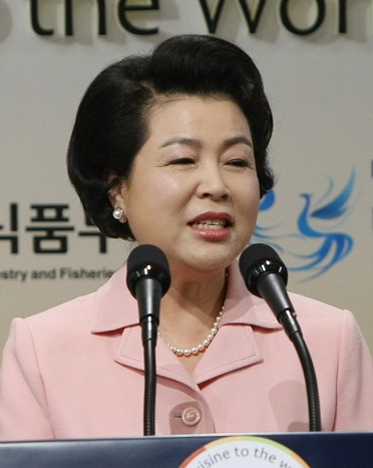
金潤玉 (2008-2013)
1947年3月26日（78歳）
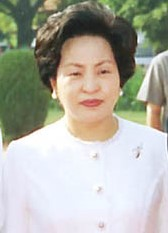
権良淑 (2003-2008)
1947年12月23日（77歳）
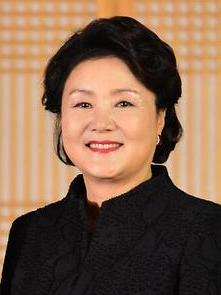
金正淑 (2017-2022)
1954年11月15日（70歳）
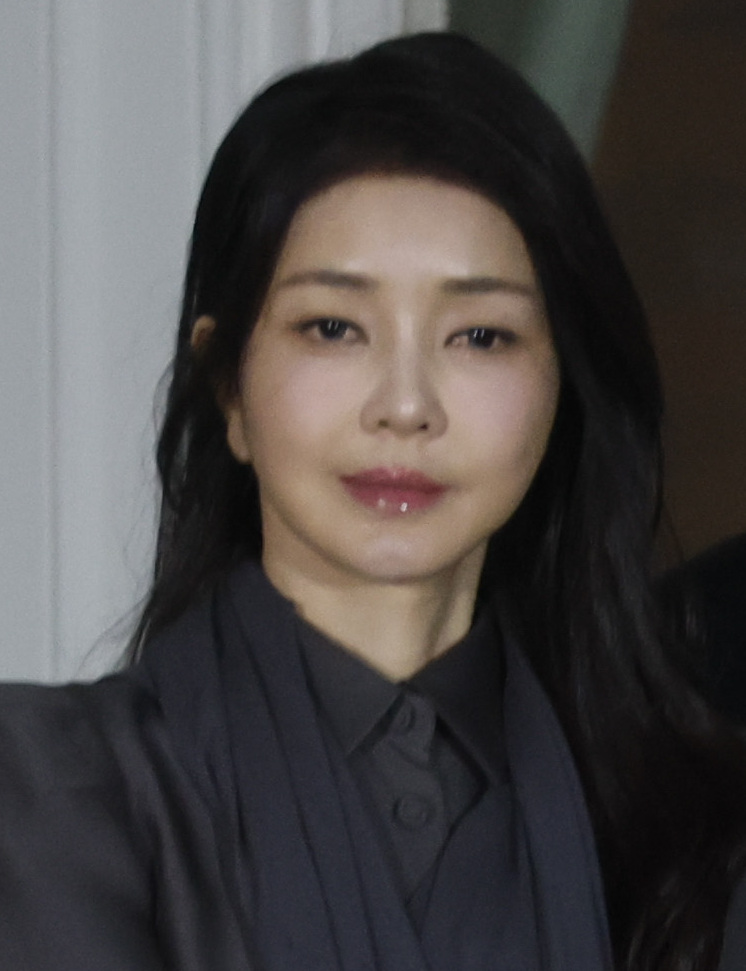
金建希 (2022-2025)
1972年9月12日（52歳）